# Correlação não implica causalidade
Correlação não implica causalidade remete a uma falácia lógica denominada cum hoc ergo propter hoc, do latim, “com isto, logo por causa disto”. O erro consiste em ignorar a possibilidade de que possa haver uma causa em comum para ambas, ou, que as duas coisas em questão não tenham absolutamente nenhuma relação de causa, e a sua aparente conexão é só uma coincidência. No fundo, é uma explicação incompleta. Uma variação comum é a falácia post hoc ergo propter hoc (depois disto, logo por causa disto), na qual uma relação causal é presumida porque uma coisa acontece antes de outra coisa, logo, a segunda coisa só pode ter sido causada pela primeira.

## Estrutura lógica
A análise causal faz parte do campo das estatísticas que são relativas ao estabelecimento de causa e efeito. Para quaisquer dois eventos correlacionados, A e B, suas possíveis relações incluem:
- A causa B (diretamente)
- B causa A (inversamente)
- A e B são ambos causados por C (causalidade comum)
- A causa B e B causa A (causalidade bidirecional ou cíclica)
- Não há conexão entre A e B; a correlação é uma coincidência.

Assim, não se pode haver uma conclusão sobre a existência ou a direção de uma relação de causa e efeito apenas a partir do fato de que A e B estão correlacionados. Determinar se existe uma relação real de causa e efeito requer uma investigação mais aprofundada, mesmo quando a relação entre o elemento A e o elemento B é estatisticamente significante, observa-se uma grande variação do efeito.